# Helcogramma
Helcogramma es un género de tripterígidos perteneciente a la familia Tripterygiidae.

## Especies
Se han reconocido las siguientes especies en este género:
- Helcogramma albimacula J. T. Williams & Howe, 2003
- Helcogramma alkamr Holleman, 2007
- Helcogramma aquila J. T. Williams & C. J. McCormick, 1990
- Helcogramma billi P. E. Hadley, 1986
- Helcogramma capidata Rosenblatt, 1960
- Helcogramma cerasina J. T. Williams & Howe, 2003
- Helcogramma chica Rosenblatt, 1960
- Helcogramma decurrens McCulloch & Waite, 1918
- Helcogramma desa J. T. Williams & Howe, 2003
- Helcogramma ellioti (Herre, 1944)
- Helcogramma ememes Holleman, 2007
- Helcogramma fuscipectoris (Fowler, 1946)
- Helcogramma fuscopinna Holleman, 1982
- Helcogramma gymnauchen (M. C. W. Weber, 1909)
- Helcogramma habena
- Helcogramma hudsoni (D. S. Jordan & Seale, 1906)
- Helcogramma ishigakiensis Aoyagi, 1954 [1]
- Helcogramma inclinata (Fowler, 1946)
- Helcogramma kranos R. Fricke, 1997
- Helcogramma lacuna J. T. Williams & Howe, 2003
- Helcogramma larvata R. Fricke & J. E. Randall, 1992
- Helcogramma maldivensis R. Fricke & J. E. Randall, 1992
- Helcogramma microstigma Holleman, 2006
- Helcogramma nesion J. T. Williams & Howe, 2003
- Helcogramma nigra J. T. Williams & Howe, 2003
- Helcogramma novaecaledoniae R. Fricke, 1994
- Helcogramma obtusirostris (Klunzinger, 1871)
- Helcogramma randalli J. T. Williams & Howe, 2003
- Helcogramma rharhabe Holleman, 2007
- Helcogramma rhinoceros P. E. Hadley, 1986
- Helcogramma rosea Holleman, 2006
- Helcogramma serendip Holleman, 2007
- Helcogramma shinglensis Lal Mohan, 1971
- Helcogramma solorensis R. Fricke, 1997
- Helcogramma springeri P. E. Hadley, 1986
- Helcogramma steinitzi E. Clark, 1980
- Helcogramma striata P. E. Hadley, 1986
- Helcogramma trigloides (Bleeker, 1858)
- Helcogramma vulcana J. E. Randall & E. Clark, 1993
- Helcogramma williamsi M. C. Chiang & I. S. Chen, 2012 [2]